# Cerocala subrufa
Cerocala subrufa är en fjärilsart som beskrevs av Griveaud och Pierre E.L. Viette. Cerocala subrufa ingår i släktet Cerocala och familjen nattflyn. Inga underarter finns listade i Catalogue of Life.